# Stufenwinkelsatz

Stufenwinkelsatz: α = β

Der Stufenwinkelsatz ist ein mathematischer Satz der ebenen Geometrie. Es handelt sich um eine grundlegende Aussage der euklidischen Geometrie, die fester Bestandteil der Schulmathematik ist. Der Stufenwinkelsatz und seine Umkehrung wurden erstmals in Euklids Elementen (3. Jhd. v. Chr.) bewiesen.

## Aussage und Umkehrung
Wenn zwei parallele Geraden {\displaystyle g_{1}} und {\displaystyle g_{2}} von einer dritten Geraden {\displaystyle h} geschnitten werden, so sind die auftretenden Stufenwinkel gleich groß.
Es gilt auch die Umkehrung des Stufenwinkelsatzes: Werden zwei Geraden {\displaystyle g_{1}} und {\displaystyle g_{2}} von einer dritten Geraden {\displaystyle h} geschnitten und die Stufenwinkel sind gleich groß, so sind {\displaystyle g_{1}} und {\displaystyle g_{2}} parallel.

## Beweise
Die Beweise für den Stufenwinkelsatz hängen vom gewählten Axiomensystem für die euklidische Geometrie ab: Euklid legte in seinem Axiomensystem das Parallelenpostulat zugrunde, folglich führte er einen Widerspruchsbeweis unter Verwendung desselben. Wolfgang Zeuge benutzt hingegen das „Rechteckaxiom“, das die Existenz von Rechtecken postuliert. Im Schulkontext wird der Stufenwinkelsatz gelegentlich mithilfe von Parallelverschiebungen begründet oder einfach als „offensichtlich wahr“ angenommen.

## Beziehung zum Parallelenaxiom
Es lässt sich nicht nur der Stufenwinkelsatz aus dem Parallelenaxiom folgern, sondern umgekehrt auch das Parallelenaxiom aus dem Stufenwinkelsatz. Mit anderen Worten, der Stufenwinkelsatz ist äquivalent zum Parallelenaxiom, weshalb es in der euklidischen Geometrie statt diesem auch als Axiom gefordert werden kann. Folglich der Stufenwinkelsatz in der nichteuklidischen Geometrie keine Gültigkeit. Der Beweis der Umkehrung des Stufenwinkelsatzes benötigt das Parallelenaxiom nicht, die Umkehrung gilt daher in der absoluten Geometrie und damit sowohl in der euklidischen als auch in der nichteuklidischen Geometrie.